# 소울 링크
Soul Link(소울 링크)는 2004년 12월 17일에 발매된 일본의 게임 회사 Navel의 두 번째 작품이다.

## 개요
근미래의 우주 정거장을 무대로 한 SF 어드벤처 게임. Navel 두 번째 작품.
일반인도 수용 가능한 내용을 담은 'SHUFFLE!'과 달리 남성 주인공이 2명, 히로인 편이 있고, 선택지가 많아 배드엔딩이 많은 등 성이나 범죄를 묘사하는 정도가 높은 내용이다.

## 역사
- 2004년 12월 17일 - Soul Link와 초회한정판 Soul Link -PREMIUM EDTION- 발매
- 2006년 4월 - AT-X를 비롯한 6개 방송사에서 애니메이션 방영 시작
- 2006년 6월 29일 PS2 버전 Soul Link Extension(소울 링크 익스텐션) 발매
- 2010년 6월 25일 - 풀 리메이크 버전 Soul Link ULTIMATE 발매

## 스토리
서기 2045년. 중앙사관학교 본과에 재학 중인 아이자와 슈헤이는 임무를 받고 우주스테이션 ‘아리에스’로 향하게 된다. 그곳에는 같은 학교의 동생 료타와 그의 동급생인 사야카를 비롯해, 어릴 적부터 친구사이인 모리사키 나오 등도 훈련을 받기 위해 와 있었다.
오랜만에 만난 친구들끼리 즐거운 시간을 보내던 중, 아리에스는 갑자기 테러리스트들의 공격을 받게 된다. 무장과격파 조직인 ‘하라라쿠스’의 공격으로 인해, 아리에스는 고도 130만 피트 상공에서 고립되어 버리고, 어떻게든 아리에스를 하라라쿠스의 손에서 되찾기 위해 슈헤이와 그의 친구들은 힘을 모아 맞서 싸우지만, 사실 그 이면에는 미처 그들이 알지 못한 거대한 진실이 숨어 있는데…….

## 등장인물

### 메인 캐릭터
아이자와 슈헤이(相澤 秀平)
성우 : 헬시 타로 / 이토 켄타로 (소년기 : 코바야시 유우)
제 1편의 주인공.
중앙사관학교 본과 2학년생. 스포츠 만능에 성적도 뛰어난 엘리트 사관. 중앙사관학교 학생들의 우상이나 다름없는 그는, 정의감과 행동력 또한 가지고 있어 그야말로 사관의 표본이라 할 수 있다. 나오와 사귀고 있다.
'네~PON?X라이PON!'의 후일담에서는 나오와 결혼해 나나미와 셋이서 같이 살고 있다.
아이자와 료타(相澤 涼太)
성우 : 코이케 타케조 / 오기하라 히데키 (소년기 : 結城みずほ / 이노우에 나나)
제 2편의 주인공.
중앙사관학교 예과 3학년. 슈헤이의 친동생으로 어렸을 때부터 항상 슈헤이의 곁을 따라다녔고, 그 결과 사관학교에까지 따라왔다. 슈헤이와는 달리 약간 멍한 면이 있고 한가로운 성격이긴 하지만, 성격이 곧아 자신이 옳다고 생각하는 것은 끝까지 관철해낸다.
네~PON?X라이PON!의 후일담에서는 사야카와 연인이 되어 있다.
모리사키 나오(森崎 七央)
성우 : 長澤仁美 / 사쿠마 쿠미
제 1편의 메인 히로인.
슈헤이의 여자친구. 중앙사관학교 예과 4학년에 재학 중이다. 어렸을 적에 다쳐서 날지 못하는 작은 새를 고쳐주려다가 아이자와 형제를 만났으며 그 때부터 친하게 지내왔다. 부잣집 딸인 그녀는, 고아라는 이유로 집에서 아이자와 형제를 멀리하게 하였지만, 슈헤이가 사관학교 본과에 진학하면서 집안에서도 슈헤이와의 교제를 허락해 준 듯 하다. 사람을 치료하는 것을 좋아하여, 부상당해서 쓰러진 테러리스트를 치료해 준 적도 있다. 요리 또한 좋아하며, 쿠키 만드는 것을 즐긴다.
네~PON?X라이PON!의 후일담에서는 슈헤이와 결혼해 나나미와 셋이서 같이 살고 있다.
나가세 사야카(永瀬 沙佳)
성우 : 豪徳寺愛子 / 마스다 유키
제 2편의 메인 히로인.
중앙사관학교 예과 3학년에 재학 중이며, 료타가 속한 반의 반장이기도 하다. 파일럿을 목표로 하여, 이미 파일럿에 관련된 대부분의 자격증을 취득한 상태이다. 속트인 성격에 주변을 잘 챙겨 같은 여자끼리도 의지되고 있다. 어렸을 적부터 친구였던 스기모토 아야가 아리에스에서의 사고에 휩싸이자, 자신의 탓이라 자책하고 그녀를 구하려고 노력한다. 료타를 속으로 좋아하는 듯하다.
네~PON?X라이PON!의 후일담에서는 료타와 연인이 되어 있다.
닛타 아키(新田 亜希)
성우 : 오오노 마리나 / 오오노 마리나
중앙사관학교 예과 1학년에 재학 중. 카즈히코의 이복 여동생이다. 머리가 좋아 사관학교에서는 천재라 분류되지만, 성격이 드세고 건방진 면이 있다. 카즈히코와는 자주 의견 충돌을 빚지만, 사실은 오빠를 여러모로 생각해 주는 면도 있다. 아리에스에서의 사고 때 슈헤이 일행과 떨어지지만, 나중에 합류하여 뛰어난 컴퓨터 실력으로 테러리스트 쪽의 컴퓨터를 해킹하는 등 슈헤이 일행에게 여러 가지 도움을 준다.
유우=야마나미(ユウ＝ヤマナミ)
성우 : 미도리 / 시마카타 쥰코
아리에스 사고에서 남겨진 민간인. 슈헤이 일행의 보호를 받지만, 개인행동을 즐겨하여 슈헤이 일행을 당황하게 만들기도 한다. 총을 사용할 수 있다.
이나츠키 나나미(稲月 ななみ)
성우 : 마키 이즈미 / 야나세 나츠미
아리에스 사고에서 남겨진 민간인. 창고에 숨어있다가 료타에게 우연히 발견되어 보호를 받게 된다. 먹는 것을 좋아하며, 특히 과자를 좋아한다. 생각은 어리지만, 묘하게 예리한 부분이 있고, 머리도 좋아 한 번 배운 것을 곧바로 익혀낸다. 나오와 슈헤이를 '엄마','아빠'라 부르며 잘 따른다.
네~PON?X라이PON!의 후일담에서는 결혼한 슈헤이와 나오와 함께 셋이서 같이 살고 있다.
셀라리아 마켈라이트(Cellaria Markelight)
성우 : 이와마 노부코 / 테즈카 치하루
군사고문으로써 해외에서 초청된 특별강사. 중앙사관학교 예과의 영어, 기계기술, 특별연습을 담당한다. 얼핏 보기에는 쿨한 성격으로 보이지만 의외로 뜨거운 성격. 테러리스트와의 싸움에서 슈헤이와 함께 슈헤이 일행을 지키고자 싸움에 임한다.
스기모토 아야(杉本 亜弥)
성우 : 세리조노 미야 / 난죠 요시노
아리에스 사고에서 남겨진 민간인. 사야카의 친구로, 사야카를 만나기 위해 아리에스에 왔다가 사고를 당한다. 내성적이고 겁쟁이라서, 괴물같은 것에 약하다.
Soul Link Extension에서 히로인으로 승격.
네~PON?X라이PON!의 후일담에서는 소망하던 꽃집을 하게 되었다고 한다.
카렌=타치바나(カレン＝タチバナ)
성우 : 쇼지 유이
테러리스트 단체 하라라쿠스의 No.2의 지위에 있는 소녀. 남아메리카 출신이지만 일본인 계의 피를 이어받아 일본어에 능숙하여, 하라라쿠스의 작전 실행 하루 전에 갑자기 멤버로 투입되었다. 전투에 능숙하고 감도 예리하지만 정에 약한 면이 있다.
원작 PC게임에서는 등장하지 않으나, PS2판인 Soul Lnk Extension에서 히로인으로써 최초등장하였고 풀 리메이크작이자 PS2판의 역이식작인 Soul Link ULTIMATE에서는 히로인으로 등장한다.

### 서브 캐릭터
닛타 카즈히코(新田 和彦)
성우 : 瑞生愁 / 코야스 타케히토
중앙사관학교 예과의 3학년생. 료타와 동급생이다. 대기업 사장의 아들로 특별 주문한 제복을 입고 다닌다. 나오를 속으로 좋아하는 듯하고, 이것 때문인지 아이자와 형제를 별로 좋아하지 않는다. 박식하여 ‘걸어다니는 백과사전’이라 불리지만, 컴퓨터 실력은 여동생 아키보다 약간 떨어지는 듯하다.
모리모토 시게미치(森本 茂道)
성우 : 나가노 이사무 / 와카모토 노리오
아리에스의 부지배인. 자신의 일에 대해서 긍지를 가지고 있다. 온후하고 독실한 인격자로 다른 사람에게 증오받는 일이 없다. 취미는 바이올린 연주와 마술.
게일 란티스(Gale Lantis)
성우 : 오카다 코지 / 나가사코 타카시
테러리스트 단체 하라라쿠스의 리더. 실전 경험이 풍부한 테러리스트로 품위없는 언행을 보이며, 성질이 급해서 마음에 안 드는 일이 있으면 바로 화를 내는 타입.
네~PON?X라이PON!의 후일담에서는 아야와 함께 꽃집을 경영하고 있다.
쿠-짱(クーちゃん)
성우 : 츄우카(中華) / 아베 요우니
아리에스에서 태어난 개이다. 나나미에 의해 발견된 이후 친해졌다. PC 버전의 성우는 Navel의 일러스트레이터 니시마타 아오이의 애완견 츄우카(中華)가 녹음했다.

### 기타
마사토(真聡)
성우 : 호시노 미쿠 / 츠치야 마키
Navel사의 전신인 Basil사의 작품에서부터 존재하던 캐릭터. 역할은 치마 들추기다. '소울 링크'에서는 모리사키 나오의 치마 들추기를 맡는다. 마사토의 어머니는 코노하나 사와/이와테 무라아이가 맡았다.

## 게임 시스템
프롤로그, 제 1장, 제 2장, 제 3장, 4개의 장으로 구성되며 선택에 의해 스토리를 진행한다. 일단 본 장은 다음으로 넘어갈 수 있다. 'SHUFFLE!'에 비하면 선택지가 많고 난이도도 높다. 총 23개의 배드엔딩(PC 버전은 사망, 여주인공 능욕 장면 등)이 있다.
- 제 1장은 아이자와 슈헤이 시점에서 진행. 히로인은 모리사키 나오.
- 제 2장은 아이자와 료타 시점에서 진행. 히로인은 나가세 사야카, 닛타 아키, 유우=야마나미. Extension에서 카렌=타치바나 추가.
- 제 3장은 제 2장의 1년 뒤. 제 2장에서 선택한 히로인의 엔딩 일러스트가 들어있다. Extension에서는 독립 엔딩은 아니지만 스기모토 아야의 엔딩이 추가.
- Extension에서는 제 4장이 있으나, 기본적인 스토리는 바뀌지 않음.

## 노래
- Soul Link(PC)
  - Not Found(OP) 작곡:앗쵸리케 작사:AiAi 노래:나이야 나오
  - Accepted(ED) 작곡:NACHTMUSIK 작사:AiAi 노래:이노우에 마유
- Soul Link Extension(PS2)
  - Cosmic Rhapsody(OP) 작곡:앗쵸리케 편곡:ms-jacky 작사:AiAi 노래:하시모토 미유키
  - あなたを守りたい(당신을 지키고 싶다)(ED) 작곡·작사·노래:하시모토 미유키 편곡:스즈키 마사키
- Soul Link(Animation)
  - Screaming(OP) 작곡:앗쵸리케 편곡:스즈키 마사키 작사:AiAi 노래:하시모토 미유키
  - Dust Trail(ED) 작곡:앗쵸리케 편곡:스즈키 마사키 작사:후지미 타츠키 노래:하시모토 미유키
- Soul Link ULTIMATE(PC)
  - Defy Gravity(Not Found 2010)(OP) 작곡:앗쵸리케 편곡:후지미 타츠키 노래:미사토 아키
  - Accepted(ED) 작곡:NACHTMUSIK 작사:AiAi 노래:이노우에 마유

## 제작진
- 기획·시나리오
  - 후지미 타츠키(藤海 琢樹)
- 캐릭터 디자인·원화
  - 스즈히라 히로(鈴平 ひろ) (원작과 EXTENTION에서는 Navel 소속으로, ULTIMATE에서는 외주로 참여)
- 배경 미술
  - 쿠사나기(草薙)
- 음악
  - 앗쵸리케(アッチョリケ)
- 제작
  - Navel

## 같이 보기
- Navel - 제작사.
- 네~PON?X라이PON! - 후일담 시나리오가 포함되어 있으며, 일부 캐릭터가 서브 캐릭터로 등장.